# Polystachya campyloglossa
Polystachya campyloglossa là một loài thực vật có hoa trong họ Lan. Loài này được Rolfe miêu tả khoa học đầu tiên năm 1909.